# 이행불능
이행불능이란 경험법칙상 또는 거래관념상 채무자의 이행실현이 기대될 수 없는 경우를 말하는 민법상 개념이다.